# Післяплата
Післяпла́та (англ. Cash On Delivery, COD) — спосіб грошових розрахунків за відправлення між організаціями, підприємствами та приватними особами, коли вартість товару сплачується безпосередньо під час отримання його адресатом. Послуга використовується в галузі інтернет-комерції. Післяплата дає змогу покупцю перевірити отриманий товар до розрахунку з продавцем. Транспортна компанія виступає посередником у доставці вантажу, а також бере на себе зобов'язання з передачі оплати.
Відправник вантажу висуває умову підприємству транспорту або зв'язку, за якою вантаж може бути виданий адресатові тільки після сплати ним суми, яку відправник вказав заздалегідь. Цю вартість, віднявши від неї комісійні на користь організації, що виконує операцію, перераховують відправникові. Якщо одержувач відмовляється оплатити вантаж, товар повертають відправникові.
Відправник вантажу може отримати післяплату готівкою у відділенні транспортної компанії або замовити зарахування коштів на банківську картку.
Післяплату широко використовує пошта, служби доставки та інші кур'єрські організації («Укрпошта», «Нова пошта», «Delivery», «Міст Експрес», «Нічний експрес», «Автолюкс», Justin).
В Україні найбільшими провайдерами післяплати є державний поштовий оператор «Укрпошта» та приватна компанія «Нова пошта». «Укрпошта» надсилає післяплату відправнику вантажу поштовим переказом. «Нова пошта» — через грошовий переказ «Експрес», що здійснює фінансова компанія «НоваПей» (входить до групи компаній «Нова пошта»). 

## Переваги та недоліки для ритейлерів
Переваги COD для інтернет-магазинів та магазинів, що здійснюють замовлення поштою:
- Клієнту не потрібно мати кредитну картку для здійснення покупки.
- Імпульсивні покупки можуть збільшитися, оскільки оплата не здійснюється під час замовлення.
- Довіра до роздрібних торговців може зрости, оскільки споживач має платити лише тоді, коли товар буде доставлено.

Недоліки COD для роздрібних продавців, що здійснюють покупки онлайн або поштою:
- Замовлення можуть бути повернуті, оскільки покупці менш прихильні до покупки, ніж якби вони заплатили заздалегідь (що призвело до остаточної ліквідації накладеного платежу з багатьма телевізійними пропозиціями в США і Канаді на початку 1980-х років).
- Логістичні партнери стягують додаткову плату за замовлення з післяплатою.